# Leif Kristian Nestvold-Haugen
Leif Kristian Nestvold-Haugen (ur. 29 listopada 1987 w Bærum) – norweski narciarz alpejski, dwukrotny medalista mistrzostw świata i brązowy medalista igrzysk olimpijskich.

## Życie prywatne
Od 2017 roku jest żonaty z Marthe Gausen Nestvold. Ma z nią syna Olava.

## Kariera
Po raz pierwszy na arenie międzynarodowej pojawił się 16 listopada 2002 roku w rozgrywanych w Rjukan zawodach FIS, w których zajął 34. miejsce w slalomie. W 2005 roku pojawił się na mistrzostwach świata juniorów w Bardonecchii, na których zajął 10. miejsce w slalomie, 36. w supergigancie i 39. w zjeździe. Najlepsze wyniki w tej kategorii wiekowej osiągnął podczas rozgrywanych rok później mistrzostw świata juniorów w Québecu, na których oprócz zajęcia 30. miejsca w zjeździe i 23. w supergigancie, był siódmy w slalomie gigancie oraz w slalomie. Na ostatnim w karierze tego typu wydarzeniu, rozgrywanych w 2007 roku mistrzostwach świata juniorów w Flachau startował już tylko w dwóch konkurencjach: slalomie, który ukończył na 8. miejscu i w slalomie gigancie, w którym był trzynasty.
25 października 2009 roku miał miejsce jego debiut i zarazem zdobycie pierwszych punktów w Pucharze Świata, kiedy to na rozgrywanych w Sölden zawodach sezonu 2009/2010, zajął 26. miejsce w slalomie gigancie. W 2010 roku wziął udział w igrzyskach olimpijskich w Vancouver, gdzie zajął 28. miejsce w slalomie gigancie, a slalomu nie ukończył. Konkurencji tej nie zdołał ukończyć także podczas mistrzostw świata w Garmisch-Partenkirchen w 2011 roku, na których zajął ponadto 16. miejsce w slalomie gigancie. Na rozgrywanych dwa lata później mistrzostwach świata w Schladming zajął w tych konkurencjach odpowiednio 23. i 24. miejsce. Lepiej wypadł podczas odbywających się w 2014 roku igrzysk olimpijskich w Soczi, na których uplasował się na dwunastym miejscu w slalomie i czternastym w slalomie gigancie. Podczas rozgrywanych w 2015 roku mistrzostw świata w Vail/Beaver Creek nie ukończył slalomu giganta, jedynej konkurencji w której startował.
W 2017 roku wziął udział w mistrzostwach świata w Sankt Moritz, na których zajął 15. miejsce w slalomie, 5. w zawodach drużynowych, a także wywalczył brązowy medal w slalomie gigancie, w którym wyprzedzili go tylko dwaj Austriacy: Marcel Hirscher i Roland Leitinger. W tym samym roku, 4 marca zaliczył pierwsze podium w Pucharze Świata, kiedy to na przeprowadzonych w Kranjskiej Gorze zawodach sezonu 2016/2017 zajął 2. miejsce w slalomie gigancie. W zawodach tych uplasował się za Austriakiem Marcelem Hirscherem oraz przed Szwedem Mattsem Olssonem. W 2018 roku, na igrzyskach olimpijskich w Piongczangu zajął 13. miejsce w slalomie i 8. w slalomie gigancie, zdobył również brązowy medal w zawodach drużynowych, w których startował z Sebastianem Fossem Solevågiem, Jonathanem Nordbottenem, Maren Skjøld, Kristin Lysdahl i Niną Haver-Løseth. W następnym roku pojawił się na mistrzostwach świata w Åre, na których zajął 5. miejsce w zawodach drużynowych, 7. w slalomie gigancie i 40. w slalomie.

## Osiągnięcia

### Igrzyska olimpijskie
| Miejsce | Dzień     | Rok  | Miejscowość | Konkurencja      | Czas biegu | Strata | Zwycięzca        |
| ------- | --------- | ---- | ----------- | ---------------- | ---------- | ------ | ---------------- |
| 28.     | 23 lutego | 2010 | Vancouver   | Slalom gigant    | 2:37,83    | +3,95  | Carlo Janka      |
| DNF1    | 27 lutego | 2010 | Vancouver   | Slalom           | 1:39,32    | –      | Giuliano Razzoli |
| 16.     | 19 lutego | 2014 | Soczi       | Slalom gigant    | 2:45,29    | +1,86  | Ted Ligety       |
| 12.     | 22 lutego | 2014 | Soczi       | Slalom           | 1:41,84    | +2,37  | Mario Matt       |
| 8.      | 18 lutego | 2018 | Pjongczang  | Slalom gigant    | 2:18,04    | +2,19  | Marcel Hirscher  |
| 13.     | 22 lutego | 2018 | Pjongczang  | Slalom           | 1:38,99    | +1,32  | André Myhrer     |
| 3.      | 24 lutego | 2018 | Pjongczang  | Zawody drużynowe | –          | –      | Szwajcaria       |

### Mistrzostwa świata
| Miejsce | Dzień     | Rok  | Miejscowość            | Konkurencja       | Czas biegu | Strata | Zwycięzca            |
| ------- | --------- | ---- | ---------------------- | ----------------- | ---------- | ------ | -------------------- |
| 16.     | 18 lutego | 2011 | Garmisch-Partenkirchen | Slalom gigant     | 2:10,56    | +1,50  | Ted Ligety           |
| DNF2    | 20 lutego | 2011 | Garmisch-Partenkirchen | Slalom            | 1:41,72    | –      | Jean-Baptiste Grange |
| 24.     | 15 lutego | 2013 | Schladming             | Slalom gigant     | 2:28,92    | +5,50  | Ted Ligety           |
| 23.     | 17 lutego | 2013 | Schladming             | Slalom            | 1:51,03    | +4,51  | Marcel Hirscher      |
| DNF1    | 13 lutego | 2015 | Vail/Beaver Creek      | Slalom gigant     | 2:34,16    | –      | Ted Ligety           |
| 5.      | 14 lutego | 2017 | Sankt Moritz           | Zawody drużynowe  | –          | –      | Francja              |
| 3.      | 17 lutego | 2017 | Sankt Moritz           | Slalom gigant     | 2:13,31    | +0,71  | Marcel Hirscher      |
| 15.     | 19 lutego | 2017 | Sankt Moritz           | Slalom            | 1:34,75    | +1,60  | Marcel Hirscher      |
| 5.      | 12 lutego | 2019 | Åre                    | Zawody drużynowe  | –          | –      | Szwajcaria           |
| 7.      | 15 lutego | 2019 | Åre                    | Slalom gigant     | 2:20,24    | +1,08  | Henrik Kristoffersen |
| 40.     | 17 lutego | 2019 | Åre                    | Slalom            | 2:05,86    | +15,16 | Marcel Hirscher      |
| DNF     | 16 lutego | 2021 | Cortina d’Ampezzo      | Gigant równoległy | -          | -      | Mathieu Faivre       |
| 16.     | 19 lutego | 2021 | Cortina d’Ampezzo      | Gigant            | 2:05,86    | +4,31  | Mathieu Faivre       |
| 2.      | 14 lutego | 2023 | Courchevel/Méribel     | Drużynowo         | -          | -      | Stany Zjednoczone    |

### Mistrzostwa świata juniorów
| Miejsce | Dzień     | Rok  | Miejscowość      | Konkurencja   | Czas biegu | Strata | Zwycięzca            |
| ------- | --------- | ---- | ---------------- | ------------- | ---------- | ------ | -------------------- |
| 39.     | 23 lutego | 2005 | Bardonecchia     | Zjazd         | 1:29,17    | +3,59  | Rok Perko            |
| 10.     | 24 lutego | 2005 | Bardonecchia     | Slalom        | 1:26,03    | +1,93  | Filip Trejbal        |
| 36.     | 25 lutego | 2005 | Bardonecchia     | Supergigant   | 1:27,50    | +2,30  | Michael Gmeiner      |
| 30.     | 2 marca   | 2006 | Le Massif        | Zjazd         | 1:30,08    | +2,82  | Christopher Beckmann |
| 23.     | 4 marca   | 2006 | Le Massif        | Supergigant   | 1:13,96    | +2,15  | Michael Sablatnik    |
| 7.      | 5 marca   | 2006 | Mont-Sainte-Anne | Slalom        | 1:34,83    | +1,85  | Mikkel Bjørge        |
| 7.      | 6 marca   | 2006 | Mont-Sainte-Anne | Slalom gigant | 2:22,29    | +1,79  | Stefan Guay          |
| 13.     | 9 marca   | 2007 | Flachau          | Slalom gigant | 2:16,40    | +2,39  | Marcel Hirscher      |
| 8.      | 10 marca  | 2007 | Flachau          | Slalom        | 1:51,20    | +1,75  | Matic Skube          |

### Puchar Świata

#### Miejsca w klasyfikacji generalnej
| Sezon     | Miejsce |
| --------- | ------- |
| 2009/2010 | 101.    |
| 2010/2011 | 89.     |
| 2011/2012 | 97.     |
| 2012/2013 | 51.     |
| 2013/2014 | 36.     |
| 2014/2015 | 44.     |
| 2015/2016 | 41.     |
| 2016/2017 | 17.     |
| 2017/2018 | 24.     |
| 2018/2019 | 40.     |
| 2019/2020 | 21.     |
| 2020/2021 | 39.     |
| 2021/2022 | 99.     |
| 2022/2023 | 91.     |

#### Miejsca na podium w zawodach
| Nr | Dzień     | Rok  | Miejscowość   | Konkurencja | Czas zawodów | Miejsce | Strata | Zwycięzca       |
| -- | --------- | ---- | ------------- | ----------- | ------------ | ------- | ------ | --------------- |
| 1. | 4 marca   | 2017 | Kranjska Gora | Gigant      | 2:24,31      | 2.      | +0,46  | Marcel Hirscher |
| 2. | 8 grudnia | 2019 | Beaver Creek  | Gigant      | 2:31,25      | 3.      | +1,23  | Tommy Ford      |